# Bartolomeo de' Cordoni da Città di Castello
Bartolomeo de' Cordoni da Città di Castello (Città di Castello, 1471 circa – Tunisi, 9 o 10 agosto 1535) è stato un religioso italiano.

## Biografia
Nato a Città di Castello da Cordone de' Cordoni, fu inviato a Firenze per studiare sotto la direzione di Poliziano. Nel 1504, vedovo trentratreenne,  si fece francescano del ramo degli Osservanti nel convento della Porziuncola, presso Assisi; per curare gli appestati fu a Gubbio (1526) e poi a Terni (1527-30).
Il 28 aprile 1530 è guardiano di Monteripido presso Perugia; grazie al permesso accordato da Clemente VII si recò a Ceuta e Orano per predicare il Vangelo; morì a Tunisi nel 1535.
Scrisse il Liber de unione animae cum supereminenti lumine, attingendo anche dal pensiero di Margherita Porete, Raimondo Lullo, Jacopone da Todi, Ubertino da Casale, Angela da Foligno stampato postumo e riferimento per la riforma cappuccina.
Centrale nel Liber è l'affermazione continuamente ribadita che l'anima diventa Dio non per natura ma per grazia - concetto ben diverso dalla fusione con Dio che finirebbe in una sorta di panteismo -, espressione già usata da Guglielmo di Saint-Thierry che la riprende da Massimo Confessore.